# Curt Stoeving
Curt Stoeving (* 6. März 1863 in Leipzig; † 6. Dezember 1939 in Berlin) war ein deutscher Maler, Zeichner, Architekt, Bildhauer, Medailleur und Kunstgewerbler.

## Leben
Nach Studien an der Baugewerkschule und der Akademie für graphische Künste und Buchgewerbe Leipzig sowie dem Polytechnikum Stuttgart arbeitete Stoeving in Berlin im Architekturbüro Kayser und von Großheim sowie bei Franz Schwechten; bei letzterem fertigte er u. a. 1893 Zeichnungen für die Kaiser-Wilhelm-Gedächtniskirche an.
Von 1892 bis 1910 war er Privatdozent für Architekturmalerei an der Technischen Hochschule Charlottenburg, von 1895 bis 1896 auch Dozent an der „Damenakademie“ des Vereins für Künstlerinnen und Kunstfreundinnen zu Berlin. Im Jahre 1895 hielt er sich aufgrund eines Stipendiums in der Villa Strohl-Fern in Rom auf.
Stoeving war unter anderem befreundet mit dem Maler Melchior Lechter, über den er den Dichter Stefan George und einige Mitglieder des George-Kreises kennenlernte. Elisabeth Förster-Nietzsche beauftragte Stoeving mit Porträts ihres kranken Bruders, was auch dazu führte, dass Stoeving später zusammen mit Harry Graf Kessler anstelle des verhinderten Max Klinger Nietzsches Totenmaske abnahm und zur Beisetzung Verse aus Zarathustra vorlesen durfte, ebenso wie Stoevings Bekannter und späterer Auftraggeber Kurt Breysig.
1902 berief ihn der Architekt Alfred Messel nach der Erweiterung des Warenhauses Wertheim am Leipziger Platz zum Leiter der Ausstellungen moderner Wohnräume bei Wertheim (bis 1911).
In den Jahren nach dem Ersten Weltkrieg war Stoeving dann ausschließlich als Maler tätig, bis er im Dezember 1939 in Berlin verstarb. Er war Bruder des in Berlin und London wirkenden Musikwissenschaftlers Paul Stoeving und Schwager des Malers Carl Max Rebel.

## Werk (Auswahl)

### Malerei und Grafik
Einen Namen machte sich Stoeving durch Porträts seiner früheren Arbeitgeber von Großheim und Schwechten, der Leipziger Maler Carl Werner (1892) und Max Klinger (1895), des Magdeburger Stadtrates Heinrich Strauß, vor allem aber Friedrich Nietzsches (1894) und Stefan Georges (1897–1899), diese jeweils in mehreren Versionen, als Zeichnung, Bild, Büste und Relief. Eine Zeichnung Georges wurde von Rainer Maria Rilke lobend besprochen und fand Verwendung in Ludwig Klages George-Buch. Daneben finden sich weitere grafische Arbeiten wie Stahlstiche für die Zeitschrift Gartenlaube oder Titelseiten und Zierleisten für die Berliner Architekturwelt, aber auch Plakate oder Buchgestaltungen für Publikationen seines Bruders Paul.

### Ausstellungen
- 1902, 1905, 1908 und 1911: Organisation größerer Ausstellungen moderner Wohnräume im Berliner Warenhaus Wertheim
- 1902: Mitbegründer der Berliner Künstlervereinigung Werkring (bis circa 1907)
- 1904: Halle eines Kunstfreundes auf der Weltausstellung 1904 in St. Louis, darin auch sein Monumentalgemälde Tanzlied

Von 1892 bis 1906 erhielt er sechs Auszeichnungen für Gemälde und Innenräume von Ausstellungen.

### Kunstgewerbe und Plastik
- 1900–1910: diverse Glas- und Bronzearbeiten wie Gläser, Schalen, Vasen, Spiegel
- 1904, 1906: Flügel und Pianos für die Firma Ibach
- 1912: Brunnen am Göhrener Platz in Berlin, ausgeführt in fränkischem Muschelkalk vom Kgl. Hof-Bildhauermeister Paul Wimmel & Co.[3]
- 1912: Grabmal für Johannes Otzen (Architekt und Präsident der Akademie der Künste) in Berlin-Wannsee

### Häuser und Raumgestaltungen
- Landhaus am Nussbaum für Dr. Richard Wirth in Kronberg im Taunus
- Landhaus für Karl Rieser in Berlin-Wannsee, Am Kleinen Wannsee
- 1910: Entwurf für ein eigenes Wohnhaus Stoevings in Berlin-Dahlem (wohl nicht realisiert)[4]
- 1910–1912: Teile der Innenausstattung von Schloss Wendgräben bei Möckern
- 1913–1914: Landhaus für Prof. Kurt Breysig, genannt „Ucht“ oder „Graues Haus“, in Rehbrücke bei Potsdam (Breysig war mit einer Tochter von Johannes Otzen verheiratet, s. o., das Werkring-Mitglied August Endell war ein Cousin von Breysig).

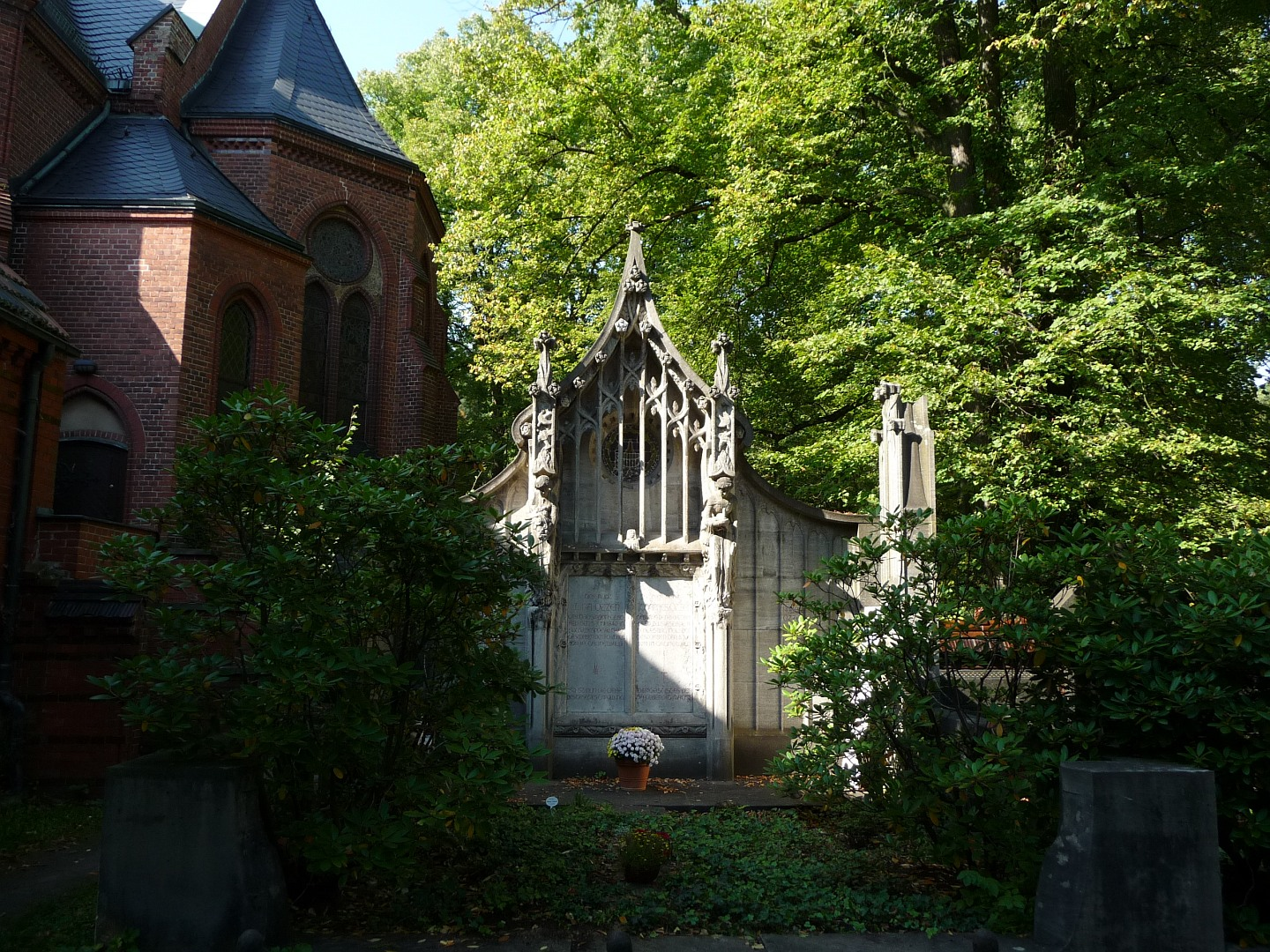
Grabmal Johannes Otzen, Friedhof Berlin-Wannsee, 1912
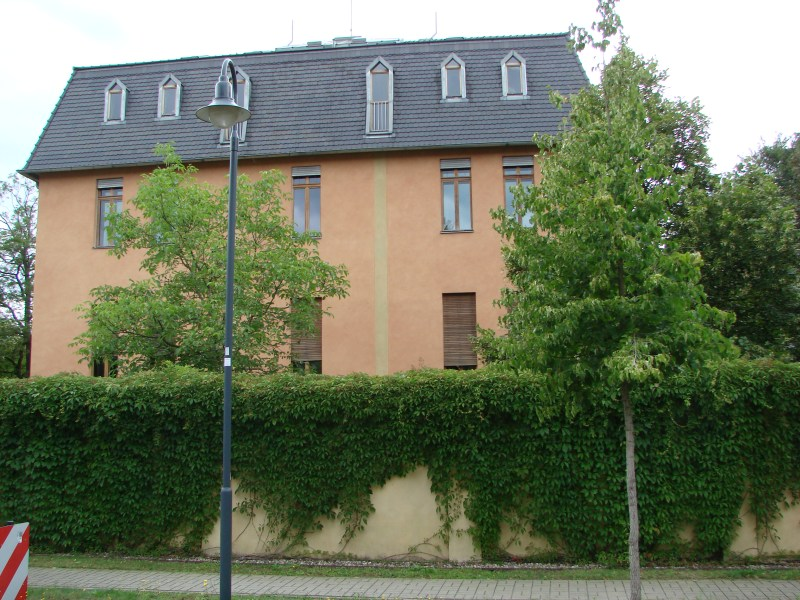
Villa Breysig, Rehbrücke, 1913–14
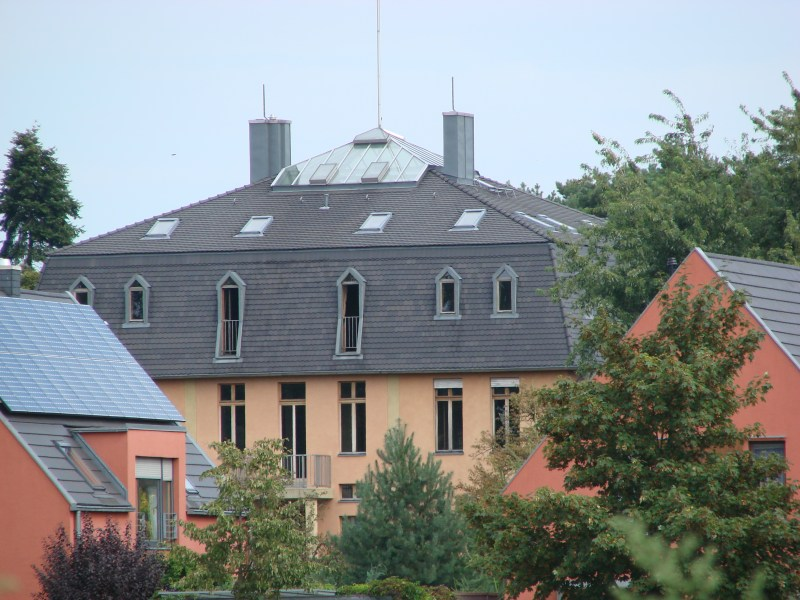
Villa Breysig, Rehbrücke, 1913–14